# Bűnbánat

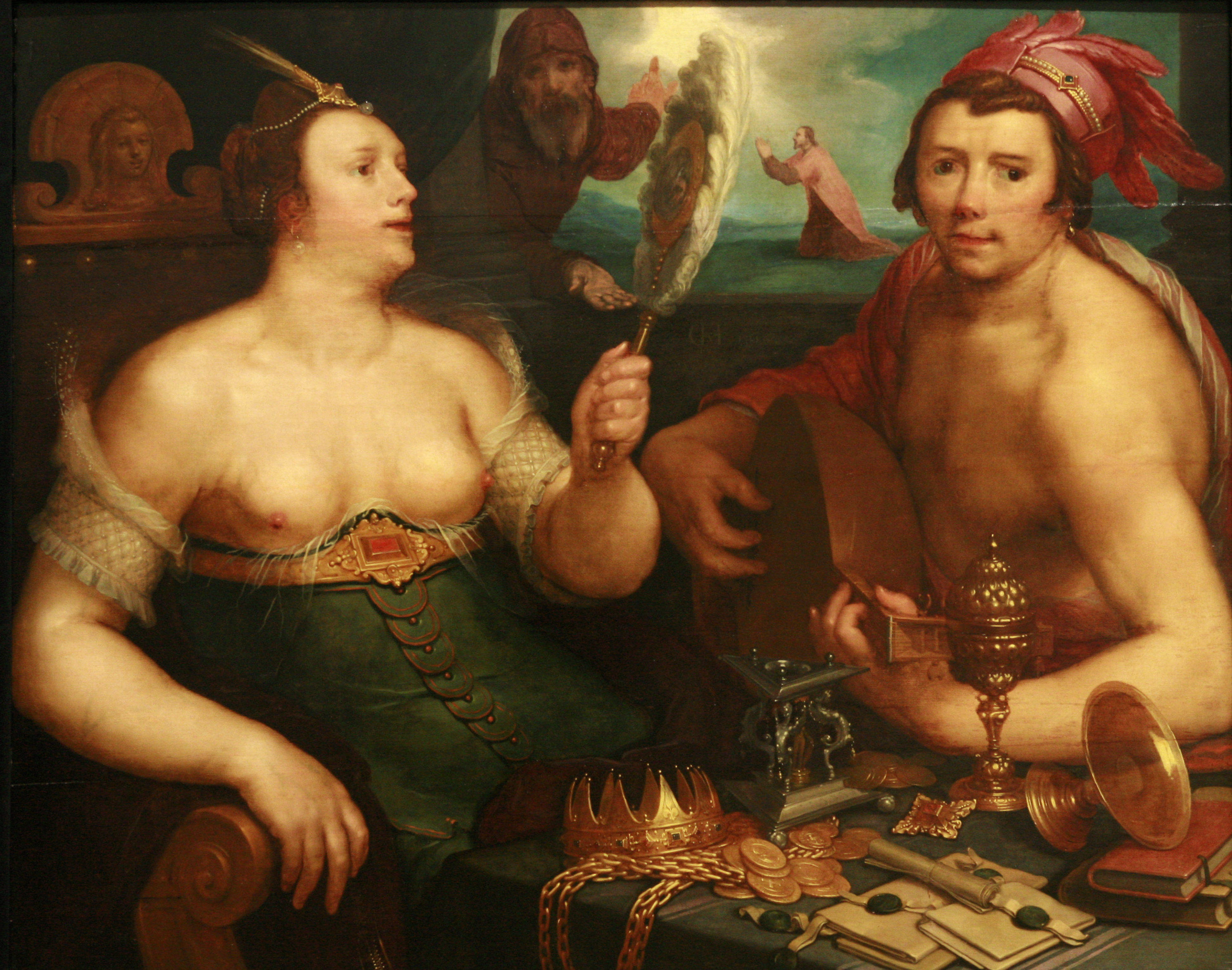
Cornelis Cornelisz. van Haarlem: A hiúság és a bűnbánat allegóriája (1616)

A bűnbánat a bűnnel szorosan összekapcsolódó erkölcsi természetű fogalom.
A bűnbánat az, amikor a bűnt elkövető saját maga ismeri fel korábbi cselekedetének helytelenségét. Megkülönböztetünk magán jellegű és szervezett körülmények között tartott bűnbánatot. Ez a szó elsősorban egyházi körökben hangzik el leggyakrabban. A bűnbánatnak kiemelt szentségi helye van a római katolikus, ortodox és anglikán keresztények között. A protestáns körökben nincs szentségi szerepe.
Szinonimái
- Lelkiismeret-furdalás
- vezeklés
- megtérés

Antonimája
- megátalkodottság

## Szentségi vezeklés
A bűnbánat szentségének megszerzéséhez szükséges feltételek:
1. hogy keresse a hibáit a hívő egy lelkiismeret vizsgálattal.
2. a hibák feletti sajnálkozás, vagy bűnbánat.
3. az elégtételre való készség.

## A Bibliában
- A próféta szavára beismerte vétkét Dávid király, kimondta, hogy "vétkeztem", és őszinte bűnbánatot tartott.
- Jézus megjósolja, hogy Péter apostol még a kakasszó előtt háromszor is megtagadja. Péter tiltakozik, de Jézust elfogják és Péter odamerészkedik az őrökhöz és megtagadja Jézust.
- Keresztelő szent János bűnbánatra szólít fel, mert közel a Megváltó.
- Jézus korholta azokat a városokat, ahol csodákat tett mégsem tartottak bűnbánatot.
- Ezt az Isten fejedelemmé megtartóvá emelte jobbjával, hogy adjon az Izraelnek bűnbánatot és bűnöknek bocsánatát (Ap.Csel. 5,31)
- A bűnbánatot gyakran kötötték össze böjtöléssel, amely alázatra nevel és a megtérés egyik legőszintébb formája. (1 Sámuel 7,6 ; Jónás 3,5-10 ; Ezsdrás 8,21-23 ; Dániel 9,3-5)

## Bűnbánat az egyes vallásokban

### A zsidó vallásban
Két ige jelzi a szót: שוב shuv (vissza) és a נחם nicham (érezni bánat). A bűnbánat általában üdvösségre vezet.

### Katolikus
Az Újszövetségben a görög szó μετάνοια ( Metanoia ), " az ember elme után / mögött", mely egy összetett szó, a elöljárószó" meta "(után, -a), valamint az ige" noeo "(észrevenni, gondolkodni, az eredmény az észlelés vagy a megfigyelő). Így a szó azt jelenti: másképp gondolni utána.
A bűnbánat, azaz a bánattal fájlaljuk Isten előtt azt, amivel vétkeztünk, mert rossznak ítéltük a cselekedetet, és felébred bennünk a jó szándék, hogy kerüljük el a bűnt. A bűnbánat előfeltétele a megigazulásnak, mely csak a kegyelem hatására születik meg. A tridenti zsinat kimondta, hogy a bűnbánat azért fáj, mert a bűnnel Istent sértettük meg. Ha bűnbánatot tartunk az az első lépés a szeretethez. Ha a büntetéstől való félelem miatt tartunk bűnbánatot kevésbé tökéletes mintha az isten iránti szeretet vezérel. De mindkettő elég a bűnbánat szentségéhez. A bűnbánatot az alázat vezeti be, úgy érzi nem méltó Isten előtt a visszafogadásra, de azért reméli.
A bánatnak három feltételnek kell megfelelnie:
1. Szívből fakadónak kell lennie, nem színleltnek.
2. Természetfeletti indítékból kell származnia
3. Egyetemesnek kell lennie, azaz nem hiányozhat belőle tudatosan egyetlen bűn sem.

Természetére vonatkozóan kétféle:
1. Tökéletes bánat (contritio).
2. kevésbé tökéletes bánat (attritio).[1]

Az elégtétel a szentségi vezeklés folyamata, ami a gyónó szentségi anyaga. Szentségi vezeklés nélkül nem jön létre bűnbocsánat.

### Protestáns
A protestáns felfogás szerint a bűnbánat csak személyes etikai folyamat. Két dolgot követel: 
1. Az isteni örök törvénnyel való ellentmondásban ébredjen fel a bűnösségnek a tudata
2. Hogy higgyék a hívők, a Krisztus általi megmentést, egy új életelv pozitív megragadását.

## Indiában
Indiában a Dharmaśāstra tartalmazza a vallási élet szabályait, így a bűnbánat, illetve vezeklésről is ez a könyv ír.

## Híres példaesetek
- Canossa-járás
- Georges Bush volt amerikai elnök megbánta a CNN hírcsatorna adásában, hogy hiba volt a 2001-es amerika-ellenes terrorcselekmény után azt mondania, kerítsék elő Oszama bin Ladent élve vagy halva.[2]